# Juillet 2021
Juillet 2021 est le septième mois de l'année 2021.

## Événements
- 28 juin au 11 juillet : Tournoi de Wimbledon 2021 en Angleterre.
- 1er juillet : la Slovénie prend la présidence du Conseil de l'Union européenne pour six mois.
- 2 juillet : le Forum Génération Égalité, organisé par l'ONU Femmes et coprésidé par le Mexique et la France, se clôt à Paris.
- 3 juillet : Glissement de terrain d'Atami au Japon.
- 4 juillet : aux Philippines, cinquante personnes sont tuées et 49 autres sont blessées lorsqu'un avion de transport C-130 de l'armée de l'air philippine transportant 92 passagers et tentant d'atterrir dans un aéroport de Jolo, s'est écrasé dans la ville voisine de Patikul ; parmi les morts, il y a trois civils au sol, quatre autres sont parmi les blessés.
- 4 et 5 juillet : alors que les talibans progressent dans la province du Badakhchan, prenant le contrôle total de 6 districts, les troupes du gouvernement afghan battent en retraite, dont 1037 soldats afghans qui fuient au Tadjikistan avec l'accord de ce pays ; puisque parmi les zones prises par les Talibans au Badakhchan se trouvent des portions de frontière dont le principal poste-frontière, le président tadjik Emomali Rakhmon a ordonné la « mobilisation de 20 000 réservistes pour renforcer la frontière » [1].
- 6 juillet au 17 juillet : 74e festival de Cannes.
- 7 juillet :
  - en Haïti, le président haïtien, Jovenel Moïse, est assassiné dans sa résidence de Pétion-Ville ;
  - la barre des 4 millions de décès à cause du covid-19 officiellement répertoriés est dépassée, et le bilan réel est « très certainement » sous-évalué selon Tedros Adhanom Ghebreyesus, le directeur de l'Organisation mondiale de la santé[2].
- À partir du 8 juillet : dans un contexte où la crise sanitaire et des tensions économiques ont fait monter des tensions au sein de la population sud-africaine, l'incarcération de l'ex-président d'Afrique du Sud Jacob Zuma - condamné le mois précédent à 15 mois de prison pour outrage à la justice - provoque plusieurs jours d'émeutes et de pillage de supermarchés dans les principales villes du pays, l'Armée est déployée à Johannesbourg et dans la province du Kwazulu-Natal - où se trouve la ville de Pietermaritzburg qui est l'une des plus touchées - le 12 juillet, date à laquelle 219 personnes sont arrêtées[3],[4] ; les émeutes feront 117 morts en une semaine.
- 13 juin au 10 juillet : 47e édition de la Copa América.
- 10 juillet : les ministres des finances des pays du G20, en majorité les pays européens, ont donné leur feu vert politique à la mise en œuvre, dès 2023, d’une grande réforme fiscale mondiale[5].
- 10 juillet au 1er août : Gold Cup 2021 (football).
- 11 juillet :
  - élections législatives en Bulgarie ;
  - élections législatives en Moldavie ;
  - référendum en Slovénie ;
  - premier vol suborbital avec passagers de l'avion spatial VSS Unity de Virgin Galactic ;
  - la biologiste moléculaire belge Anne Vankeerberghen rend public le cas d'une nonagénaire - admise à l'hôpital OLV d'Alost le 3 mars 2021 et décédée du covid-19 le 8 mars - infectée simultanément par deux variants du SARS-CoV-2, l'alpha (« variant britannique ») et le bêta (« variant sud-africain »), ce qui en fait l'un des premiers cas documentés et le premier cas confirmé de co-infection par deux variants préoccupants - il y a deux autres cas suspects au Brésil signalés en janvier 2021 et dont la confirmation était toujours en cours en juillet[6].
  - à Cuba, une série de manifestations, contre le parti communiste cubain au pouvoir et son premier secrétaire, Miguel Díaz-Canel a lieu en masse dans le pays et en Floride aux États-Unis.
- 13 juillet : en Afrique Du Sud, le nombre de morts dans les manifestations qui ont suivi l'arrestation de l'ancien président Jacob Zuma s'élève à 72, alors que de plus en plus d'incidents violents éclatent. Dix des victimes sont mortes lors d'une bousculade à Soweto, tandis que d'autres sont mortes lors des pillages, des fusillades et des explosions. Plus de 1 000 personnes ont été arrêtées[7].
- 14 juillet au 16 juillet : des inondations et un glissement de terrain dans plusieurs pays d'Europe de l'Ouest font plus d'une centaine de morts et de disparus, principalement en Allemagne.
- 15 juillet : au Liban, le Premier ministre par intérim Saad Hariri démissionne après avoir à la fois échoué à former un nouveau gouvernement au cours des huit derniers mois et atteint une impasse avec le président Michel Aoun sur l'adoption de certains amendements constitutionnels. Des partisans d'Hariri et de son parti Mouvement du futur ont ensuite manifesté à Beyrouth , où ils se sont affrontés avec la police anti-émeute, et ont bloqué des routes à Tripoli et Tyr[8].
- À partir du 15 juillet : début des manifestations en Iran.
- 16 juillet : la Commission nationale de protection des données du Luxembourg inflige à Amazon un amende de 886 millions de dollars américains / 746 millions d'euros pour non-respect du Règlement général sur la protection des données, car l'entreprise récupère et analyse les données personnelles de leurs clients pour des fins de ciblage publicitaire sans leur consentement, ce qui constitue la plus grande amende jamais donnée dans l'Union européenne pour une infraction à l'utilisation des données des clients[9],[10].
- 16-17 juillet : une série d'affrontements, de massacres, d'assassinats ciblés ou non et d'exécutions à travers l’État mexicain de Zacatecas impliquant les forces de l'ordre mexicaine, et les cartels de Jalisco Nouvelle Génération, de Sinaloa et du Golfe laissent 30 morts (dont au moins 14 membres d'un cartel, 1 policier et 8 civils)[11] - en outre 8 civils sont blessés et 4 membres du Cartel du Golfe sont arrêtés[11].
- 16 Au 31 juillet : Le typhon In-fa et les crues éclair qui en résultent font plus de 300 morts en Chine, au Japon et aux Philippines.
- 16 aux 31 juillet : 44e session du Comité du patrimoine mondial en Chine.
- 17 juillet :
  - Silsila Alikhil, la fille de l'ambassadeur d'Afghanistan au Pakistan Najibullah Alikhil, est enlevée à Islamabad, dès le lendemain l'ambassadeur et plusieurs hauts-diplomates sont rappelés à Kaboul le temps que les ravisseurs soient arrêtés[12] ;
  - le film Titane, réalisé par Julia Ducournau, remporte la Palme d'or lors de la 74e édition du Festival de Cannes.
- 18 juillet :
  - élection présidentielle à  Sao Tomé-et-Principe (1er tour), le président sortant Evaristo Carvalho ne se représente pas à l'élection ;
  - le consortium Forbidden Stories révèle un espionnage de masse réalisé par une cinquantaine de gouvernements de tous continents et utilisant le logiciel israélien Pegasus.
  - première vente et première utilisation en-dehors d'un essai clinique d'un cœur artificiel Aeson (mis-au-point et vendu par la société française Carmat), implanté le jour-même avec succès par l’équipe du Dr Ciro Maiello au centre hospitalier de Naples, sur un patient italien[13].
- 18 juillet au 21 juillet : championnats d'Europe juniors d'athlétisme 2021.
- 19 juillet : l'autorité électorale péruvienne proclame Pedro Castillo Président de la République, un mois et demi après la tenue du second tour de l'élection.
- 20 juillet :
  - premier vol habité de la fusée suborbitale New Shepard de Blue Origin avec quatre passagers, dont le milliardaire Jeff Bezos et l'aviatrice Wally Funk.
  - des inondations dans la ville de Zhengzhou, en Chine, font au moins une dizaine de morts et provoquent l’évacuation préventive de 200 000 personnes alors qu'un grand barrage menace de céder.
  - Ariel Henry devient Premier ministre d'Haïti.
- 21 juillet : 
  - en Angleterre au Royaume-Uni, le port marchand de Liverpool perd son inscription au patrimoine mondial de l’UNESCO.
  - Brisbane (Australie) est sélectionnée et annoncée par le Comité international olympique pour organiser les Jeux olympiques d'été de 2032, deux jours avant les Jeux olympiques d'été de 2020 , en raison de modifications des règles d'enchères[14].
  - début d'intenses incendies en Grèce.
- À partir du 22 juillet : les inondations dans l'ouest du Maharashtra, en Inde, ont fait plus de 250 morts et une centaine de disparus.
- 23 juillet : l’Assemblée nationale de Sierra Leone vote l’abolition de la peine de mort[15].
- 23 juillet au 8 août : jeux olympiques d'été de 2020 (reportés) à Tokyo, au Japon.
- 25 juillet : en Tunisie, le président Kaïs Saïed invoquant l'article 80 de la Constitution décide le limogeage du chef du gouvernement Hichem Mechichi ainsi que la suspension des activités du parlement et la lever de l'immunité sur tous ses membres[16].
- 26 juillet :
  - Mary Simon est officiellement assermentée en tant que 30e gouverneure générale du Canada. Elle est la première personne autochtone à occuper ce poste.
  - Najib Mikati est désigné par le parlement libanais pour être le nouveau Premier ministre, succédant au premier ministre par intérim Hassan Diab.
  - à Sainte-Lucie, le chef de l'opposition Philip Pierre remporte les élections législatives et devient Premier ministre.
- 27 juillet : la Corée du Sud et la Corée du Nord rétablissent les lignes directes entre les deux pays, plus d'un an après que Pyongyang a rompu les relations en juin 2020. Cette décision intervient après des mois de correspondance par lettres de négociations entre le président sud-coréen Moon Jae-in et le guide suprême Kim Jong-un pour tenter d'améliorer les relations entre les deux pays[17].
- 28 juillet : début d'une période de sévères incendies en Turquie, commençant à Manavgat.
- 29 juillet :
  - Au Brésil, quelque 2 000 exemplaires de films ont été détruits dans l’incendie d’un entrepôt de la Cinémathèque de São Paulo ;
  - l'Iran attaque un pétrolier israélien dans le golfe d'Oman.